# Schistura prashadi
Schistura prashadi är en fiskart som först beskrevs av Hora 1921.  Schistura prashadi ingår i släktet Schistura och familjen grönlingsfiskar. IUCN kategoriserar arten globalt som sårbar. Inga underarter finns listade i Catalogue of Life.